# Megistobunus
Genre
Megistobunus est un genre d'opilions eupnois de la famille des Phalangiidae.

## Distribution
Les espèces de ce genre se rencontrent en Afrique subsaharienne.

## Liste des espèces
Selon World Catalogue of Opiliones (03/05/2021) :
- Megistobunus funereus Lawrence, 1962
- Megistobunus lamottei (Roewer, 1959)
- Megistobunus longipes Hansen, 1921

## Publication originale
- Hansen, 1921 : « The Pedipalpi, Ricinulei, and Opiliones (exc. Op. Laniatores) collected by Mr. Leonardo Fea in tropical West Africa and adjacent Islands. » Studies on Arthropoda I., p. 5-55 (texte intégral).